# Zsolt Durkó
Zsolt Durkó (10 d'abril de 1934 - 2 d'abril de 1997) va ser un compositor hongarès.

## La seva trajectòria professional
Va començar els seus estudis musicals amb Géza Szatmári a Szeged, després va continuar amb Rezső Sugár al Conservatori Béla Bartók de Budapest. A partir de 1955 va estudiar composició a l'Acadèmia de Música Ferenc Liszt de Budapest a la classe de Ferenc Farkas des de 1955 fins a 1960 i es va graduar el 1960. Després es va graduar a l'Accademia di Santa Cecilia de Roma sota la direcció de Goffredo Petrassi el 1963. Després va treballar com a compositor autònom, i entre 1972 i 1977 va ensenyar composició del segle XX a l'Acadèmia de Música. Des de 1982, va ser el principal revisor musical de la ràdio hongaresa. El 1987, va ser el fundador de la Societat Hongaresa de Música i, com a president, va posar en marxa el Mini Festival, un important esdeveniment de música contemporània. El 1992 es va convertir en membre de l'Acadèmia Hongaresa de les Arts i el 1993 de l'Acadèmia de Literatura i Arts Széchenyi.
La seva fama musical internacional va començar l'any 1963, quan la seva peça orquestral Episodi sul tema B-A-C-H va guanyar el Gran Premi de l'Acadèmia de Santa Cecília. Amb les seves composicions, va guanyar una sèrie de premis en diferents concursos: el 1967, el seu Quartet de corda I. va guanyar el tercer premi al concurs de composició Jeunesses Musicales de Mont-real, i el 1970 va guanyar el II. amb el seu quartet de corda, va guanyar el segon lloc al Concurs Internacional de Compositors Béla Bartók de Budapest. L'any 1971, l'enregistrament de la seva obra orquestral Fioriture va guanyar el Premi Internacional Koussevitzky a Nova York, i el seu oratori Death Oration va ser la Música de l'Any al concurs Tribune Internationale des Compositeurs de París. Des de finals de la dècada de 1960, Durkó va ser el compositor hongarès contemporani més conegut i interpretat. Molts intèrprets i conjunts musicals li van encarregar peces: BBC, Fires of London, Philip Jones Brass Ensemble, Nash Ensemble, Musica Viva Pragnesis, Koussevitzky Foundation, Hungarian State Opera House.
La música de Zsolt Durkó és música comprensible: tant europea com conscientment hongaresa, que representa les noves aspiracions de l'època, però també beu de la tradició musical. Ja a l'inici de la seva carrera va desenvolupar les formes estilístiques que van mantenir coherent el seu llenguatge musical personal al llarg de la seva vida. Les seves obres dels anys 60 fan referència a les aspiracions avantguardistes de l'època així com a l'antic cant gregorià i a les melodies de dol de la música popular hongaresa.
Va obtenir la composició Distingit de l'Any el 1975 a la Tribuna Internacional de Compositors de la UNESCO a París.
Va morir el 2 d'abril de 1997 a Budapest, una setmana abans del seu 63è aniversari. L'any 2004, amb motiu del 70è aniversari del seu naixement, es va inaugurar una placa commemorativa a la façana de la seva antiga residència de Budapest.

## Premis
- 1963 - Premi d'Atri (Roma)
- 1968, 1975 – Premi Ferenc Erkel
- 1967 – Montreal Expo International Composer Competition (Jeunesses Musicales), III. quota
- 1971 – Budapest Béla Bartók International Competition, II. quota
- 1971 - Premi Koussevitzky
- 1975 - Paris Tribune (Tribune Int. des Compositeurs), 1r premi
- 1978 – Premi Kossuth
- 1982 - Artista digne
- 1985, 1997 – Premi Bartók–Pásztory
- 1987 - Excel·lent artista
- 1997 – Premi László Lajtha
- 2000 – Premi Patrimoni hongarès /pòstum/

## El seu treball
- 11 pezzi per quartetto d'archi (per a 11 quartets de corda), 1962
- Episodi sul tema B–A–C–H (Episodis sobre el tema B–A–C–H) – per a orquestra, 1963
- Organismi – concert per a violí, 1964
- Improvvisazioni (Improvisacions) – quintet de vent, 1964
- Psicogramma – per a piano, 1964
- Una rapsodia ungherese (Rapsòdia hongaresa) – dos clarinets, orquestra, 1965
- Fioriture (Elements decoratius) – cor de cambra, orquestra, 1966
- Concert de Dartmouth – soprano solista i orquestra de cambra, 1966
- Quartet de corda I, 1966
- Banda sonora – per al curtmetratge Elégia de Zoltán Huszárik, 1966
- Altamira – cor de cambra, orquestra, 1968
- Cantilene – concert per a piano, 1968
- Concert – per a orquestra, 1969
- Colloids – flauta solista, cinc veus altes, conjunt de cambra, 1969
- Símbols – trompa, piano, 1969
- Ii. quartet de corda, 1969
- Quartetto d'ottoni (Quartet de metalls), 1970
- Iconografia núm. 1 – 2 viola de gamba (o violoncel), clavicèmbal (o piano), 1970
- Balada – per a orquestra juvenil, 1970
- Cantata núm. 1 – baríton solista, cor mixt, orquestra, 1971
- Iconografia núm. 2 – trompa, conjunt de cambra, 1971
- Fire Music – per a conjunt de cambra, 1971
- Cantata núm. 2 – doble cor mixt, orquestra, 1972
- Death Speech – oratori per a tenor i baríton solista, cor mixt i orquestra, 1972
- Assonanze – per a orgue, 1972
- Quatre estudis – per a cor masculí, 1972
- Música de cambra – dos pianos, 11 cordes, 1973
- Serenata – per a quatre arpes, 1973
- Microestructures – per a piano, 1973
- Chance - per a piano, 1973
- Varianti – viola, piano, 1974
- Nans i Gegants – peces infantils per a piano, 1974
- Set dibuixos melòdics – cor mixt, piano, 1974
- Il·lustracions de Turner – violí solista, orquestra de cambra, 1976
- Moisès – drama musical en tres actes, 1977
- Vuit duos de trompa, 1977
- Cinc peces – tuba, 1977
- Música infantil – per a piano, 1978
- Suite individual – per a violoncel, 1978
- Rapsodia – per a orquestra, 1979
- Quatre diàlegs – solo de percussió, orquestra, 1979
- Cors – violí solista, orquestra de cambra, 1979
- Fantasia i conseqüències – per a orquestra juvenil, 1979
- Moviments – tuba, piano, 1980
- Andròmeda – clavicèmbal o orgue, 1980
- Son et lumiere – per a piano, 1980
- Concert per a piano, 1981
- Midsummer Night's Music - per a guitarra, 1981
- Oratori Széchenyi – tenor i baix per a solista, cor mixt i orquestra, 1982
- Impromptus in F – flauta sola, conjunt de cambra, 1983
- Música d'hivern – trompa solista, conjunt de cambra, 1983
- Tres assajos – clarinet, piano, 1983
- Sinfonietta – per a conjunt de metalls, 1983
- Quartina – per a piano, 1983
- Ludus stellaris – improvisació col·lectiva per a conjunt de cambra, 1984
- Clair–obscur – trompeta, orgue, 1984
- Tres rondos – per a piano, 1984
- Ornamenti No. 1 – per a orquestra, 1984
- Ornamenti No. 2 – per a orquestra, 1985
- Instantànies de Kalevala - per a cor mixt, 1986
- Ilmarinen – per a cor mixt, 1986
- Sextett – 5 clarinets, piano, 1987
- Laude – per a orgue, 1987
- Octet - per a 8 instruments de vent, 1988
- Suoni tenebrosi e corale – per a orgue i orquestra, 1989
- Résonances – clarinet, trompa baixa, teclats, 1989
- Divertimento – per a guitarra, 1989
- Sis peces per a guitarra, 1990
- Tres cançons angleses, 1991
- (a) mezzosoprano solista, conjunt de cambra
- b) mezzosoprano solista, piano
- Flautocapriccio – flauta, 1991
- Història de l'esfera – 60 peces per a piano, 1991

```
Primera sèrie: 
Improvisació
 – esbós curt, 
I. Al sol, II. A la llunyania, III. Chirping, IV/a. Landino sext, IV/b. Chorale, V. Waterdrops, VI. Play, IX. Shudder, X. Línia adonisiana

Segona sèrie: 
III. Música a vista d'ocell, IV. Spring Bloom, V. Symbol, IX. Alegrement

Tercera sèrie: 
I. Prefiguració, III. Al bosc, VII. Frase estesa, VIII. Trompeta Solista, IX. Tercek, X. Aftergame – variant, XI. Més llum!, XIII. Melodia bartókos

Quarta sèrie: 
II Post scriptum, III Canto serioso, IV. El trombó de la desesperança, V. Movimento, VI. Clarobscur, VIII. Variante sulla Particella Orchestrale

Cinquena sèrie: 
II. Interludi, IV Monofonia, V. Pelegrinatge, VIII. Vae victis, IX. Balada, X. Motiu Júpiter, XI. Precipitando e ritardando, XII. Conjunts en qualsevol ordre, XIII. Cançó popular antiga, Improvisació
```

- Concert per a violí, 1993
- Als marges del Llibre de l'Apocalipsi – oratori alt (ad lib. mezzosoprano), tenor, baríton solista, cor mixt i orquestra, 1996

## Més informació
- Imre Földes (hongarès)  Budapest, 1969. Editorial musical.
- (hongarès)
- (hongarès)
- (hongarès)
- (hongarès)
- (hongarès)